# Xyris paraensis
Xyris paraensis är en gräsväxtart som beskrevs av Eduard Friedrich Poeppig och Carl Sigismund Kunth. Xyris paraensis ingår i släktet Xyris och familjen Xyridaceae.

## Underarter
Arten delas in i följande underarter:
- X. p. longiceps
- X. p. paraensis